# Weeds
Weeds es una serie de televisión estadounidense creada por Jenji Kohan y producida por Lionsgate Television para la cadena Showtime. La serie en EE. UU. se emitió por la cadena de pago Showtime durante sus ocho temporadas, emitiéndose entre el 8 de agosto y el 10 de octubre de 2005 la primera temporada y entre el 1 de julio y el 16 de septiembre de 2012 la octava. La serie tiene un total de 102 episodios de unos 25-30 minutos de duración. 
Ambientada en Agrestic, una ciudad californiana ficticia, la serie narra la historia de Nancy Botwin (Mary-Louise Parker), una madre de familia, cuyo marido Judah (Jeffrey Dean Morgan) ha fallecido reciente en forma repentina, y termina vendiendo marihuana a sus vecinos del barrio residencial donde vive para poder mantener el nivel de vida al que está acostumbrada. Su vida gira en torno a sus dos hijos, Shane Botwin (Alexander Gould), un excéntrico y solitario niño de 10 años, y su hijo adolescente Silas Botwin (Hunter Parrish). Los tres viven en Agrestic, un barrio idílico en apariencia, pero que en realidad oculta oscuros secretos tras las puertas de sus casas.

## Personajes

### Principales
- Nancy Botwin (Mary-Louise Parker): Madre de familia que termina vendiendo marihuana a sus vecinos del barrio residencial para poder mantener su estatus social luego de la repentina muerte de su esposo. Su forma de ser es un tanto salvaje, impulsiva y despreocupada. Inicialmente intenta mantener separados su vida familiar y su vida secreta como traficante, aunque poco a poco Silas, Andy y Shane se van enterando.

- Andrew Botwin (Justin Kirk): Andy es el hermano menor de Judah y cuñado de Nancy, que vuelve de Alaska para quedarse a vivir en Agrestic y ayudar con la crianza de sus sobrinos. Inicialmente es irresponsable y algo infantil, aunque luego comienza a sentar cabeza.

- Silas Botwin (Hunter Parrish): Es el hijo mayor de Nancy, quien lucha por rebelarse e independizarse de su madre.

- Shane Botwin (Alexander Gould): Es el hijo pequeño de Nancy, solitario y con humor cínico.

- Judah Botwin (Jeffrey Dean Morgan): Padre de Silas y Shane, de profesión ingeniero y religión judía. Muerto a causa de un ataque al corazón cuando estaba corriendo con Shane.

- Doug Wilson (Kevin Nealon): Es el concejal del distrito de Agrestic, y tiene una empresa de contabilidad. Trabaja en el negocio de Nancy y está enganchado a las drogas. Él es quien proporciona clientes a Nancy y la ayuda a lavar el dinero que obtiene de la venta de marihuana.

- Dean Hodes (Andy Milder): Es el marido de Celia y abogado de Nancy, siempre dispuesto a ayudarla en su negocio.

- Celia Hodes (Elizabeth Perkins): Es una vecina de Nancy de Agrestic. Controladora y ávida de poder. Enfermó de cáncer de mama.

- Isabelle Hodes (Allie Grant): Es la hija pequeña de Celia y Dean, su madre está obsesionada por que la hija pierda peso y no le deja comer lo que le gusta, aunque ella a escondidas lo hace. Celia se desilusiona cuando Isabelle es contratada como modelo para ropa de tallas especiales y le confiesa que es lesbiana.

### Otros personajes
- Quinn Hodes (Haley Hudson): Es la promiscua hija de 15 años de Celia y Dean. Es enviada a un internado en México cuando hace que su madre vea una filmación realizada mediante cámara oculta en la que aparece su padre, Dean Hodes, manteniendo relaciones sexuales con una profesora de tenis.

- Heylia James (Tonye Patano): Es la traficante de hierba que le vende el «material» a Nancy. Vive con su sobrino, Conrad, y con Vaneeta, su hija.

- Conrad Shepard (Romany Malco): Es el sobrino de Heylia y posee vastos conocimientos sobre el cultivo y cuidado de las plantas de cáñamo.

- Kat (Zooey Deschanel): Es la examante de Andy. Vive en Alaska pero viene a visitar a Andy para que le ayude cuando un cazarrecompensas la persigue.

- Peter Scottson (Martin Donovan): Es un agente de la DEA que se casa con Nancy en secreto en Las Vegas para que no pueda declarar en contra de ella si la descubren. Asimismo, ayuda a Nancy buscando desactivar redes de tráfico rivales.

- Vaneeta (Indigo): Es la hija de Heylia que la ayuda con su negocio.

- Lupita (Renée Victor): Es la mujer que se encarga de la limpieza en la casa de Nancy, es latina y ayuda mucho a la familia. Cuando descubre el negocio inicial de Nancy, decide chantajearla y así realizar menos tareas en la casa de los Botwin.
- Megan Graves (Shoshannah Stern): Es una joven sorda con quien Silas mantuvo una relación amorosa.
- Sanjay Patel (Maulik Pancholy): Es un estudiante de Valley State quien ayuda a vender marihuana entre los estudiantes.
- U-Turn (Page Kennedy): es un gánster de Los Ángeles.
- Tara Lindman (Mary-Kate Olsen): es la novia de Silas durante la tercera temporada. A pesar de ser cristiana fundamentalista, ella racionaliza su consumo de marihuana excusándose en que dicha droga es una creación natural de Dios.

- Esteban Reyes (Demián Bichir): Es el alcalde de la ciudad mexicana de Tijuana. Se trasladó a Tijuana en 1995 para construir y gestionar un casino. Además, es propietario de tres centros comerciales y cinco hoteles. Controla el tráfico de drogas ilícitas y trata de personas a través de un túnel subterráneo de México a Estados Unidos. Mantiene una relación amorosa con Nancy Botwin, casándose, y tienen a Esteban Reyes Jr. o Stevie Botwin.

- Guillermo García Gómez (Guillermo Díaz): Es un narcotraficante y sicario de Esteban Reyes, transportando drogas por el túnel. Durante un tiempo, Nancy tiene que traficar para él.

- Roy Till (Jack Stehlin): Es capitán de la DEA. Cuando comienza a sospechar de Nancy y el tráfico de drogas, recluta a Celia como espía.

- Pilar Zuazo (Kate del Castillo): Mantiene una fuerte presencia política en México y un gran poder e influencia que utiliza para impulsar la carrera de Esteban Reyes.
- Dra. Audra Kitson (Alanis Morrissette):es obstetra, ginecóloga y practicante de abortos. Es quien ayuda a parir al tercer hijo de Nancy.
- Emma Karlin (Michelle Tratchenberg): Dirige una operación de tráfico rival a la de los Botwin durante la estancia de estos en New York.
- Zoya Ravitch (Olga Sosnovska): fue la compañera de celda de Nancy en la cárcel, con quien mantuvo una relación.
- Jill Pryce-Gray (Jennifer Jason Leigh): Es la hermana mayor de Nancy, de quien estuvo alejada por largo tiempo.

## Emisiones
En España se emitieron todas las temporadas a través del canal de pago Canal+ —disponible en la plataforma Digital+— el estreno fue el 18 de septiembre de 2006. También la emitió la cadena en abierto Cuatro, en esta última se comenzó a emitir los viernes en «Access prime time» pero fue un fracaso —cuatro puntos por debajo de la media de la cadena—,[cita requerida] así que se trasladó al «Late Night» de los sábados consiguiendo unos buenos resultados para el canal —dos puntos por encima de la media de la cadena— retirándola de la parrilla al finalizar la tercera temporada por baja audiencia.[cita requerida] En Latinoamérica la primera temporada inicialmente fue estrenada en Movie City en el 2006 pero hubo un cambio de programación de solo películas, se emite por el canal de cable Cityvibe, The Film Zone y también en A&E. En EE. UU. se emite oficialmente a través de Showtime.
La sexta temporada comenzó a emitirse el 19 de agosto de 2010 acabando el 16 de noviembre del mismo año. El estreno de un nuevo episodio fue cada miércoles a las 22:00et/pt (Hora estadounidense) y se solía repetir cada día a diferentes horarios, también en Showtime 2.
Después de algunos rumores sobre la cancelación y el abandono de la actriz principal que interpreta a Nancy Botwin — Mary-Louise Parker —, la cadena decidió renovar la serie por una séptima temporada convirtiéndose así en la miniserie de la cadena más larga después de Más allá del límite.

## Premios ganados
| Premio                   | Título                                             | Ganador                               | Año  |
| ------------------------ | -------------------------------------------------- | ------------------------------------- | ---- |
| Satellite                | Mejor actriz de serie de comedia o musical         | Mary-Louise Parker                    | 2005 |
| Globo de Oro             | Mejor actriz de serie de TV - Comedia o musical    | Mary-Louise Parker                    | 2006 |
| Writers Guild of America | Mejor guion de serie de comedia                    | Jenji Kohan                           | 2006 |
| Young Artist             | Mejor actor de reparto joven - Serie de televisión | Alexander Gould                       | 2006 |
| Satellite                | Mejor actor de serie de comedia o musical          | Justin Kirk                           | 2008 |
| Emmy                     | Mejor fotografía en una serie de media hora        | Michael Trim (director de fotografía) | 2010 |